# Coneixent la Julia
Coneixent la Julia (títol original: Being Julia) és una pel·lícula estatunidenco-britànico-hongaro-canadenca dirigida per István Szabó, estrenada el 2004 i doblada al català.

## Argument
Evocació de la vida de la gent de teatre a Londres en els anys 1930. Ambientada en el Londres de 1938, la pel·lícula se centra en la reeixida i molt popular actriu de teatre Julia Lambert (Annette Bening), la desil·lusió de la qual amb la seva carrera va creixent a mesura que s'apropa a la mitjana edat, cosa que l'empeny a demanar-li al seu marit, el director d'escena Michael Gosselyn (Jeremy Irons), de tancar l'actual producció i permetre-li viatjar. Ell la convenç de continuar amb l'obra durant l'estiu, i li presenta a Tom Fennel (Shaun Evans), un nord-americà emprenedor i gran admirador del seu treball. Julia comença un apassionat idil·li amb Tom, que està molt content de poder participar en el glamurós estil de vida de la seva amant.

## Repartiment
- Jeremy Irons: Michael Gosselyn
- Michael Gambon: Jimmie Langton
- Annette Bening: Julia Lambert
- Leigh Lawson: Archie Dexter
- Shaun Evans: Tom Fennel
- Mari Kiss: Secretària de M. Gosselyn
- Ronald Markham: Majordom
- Terry Sach: xofer
- Catherine Charlton: Srta. Philips
- Juliet Stevenson: Evie
- Miriam Margolyes: Dolly de Vries
- Max Irons: Curtain Call Boy
- Michael Culkin: Rupert

## Premis i nominacions

### Premis
- Globus d'Or a la millor actriu musical o còmica per Annette Bening

### Nominacions
- Oscar a la millor actriu per Annette Bening
- Premi Goya: millor pel·lícula europea per István Szabó